# Jordi Cuyàs i Gibert
Jordi Cuyàs i Gibert (Mataró, 1957 - Cabrera de Mar, 24 d'agost de 2017) fou un artista dedicat als camps del dibuix, l'escultura, el vídeo, l'animació, l'art públic i les arts escèniques. La seva àvia era cantant d'òpera, era fill de l'artista Manuel Cuyàs i Duran i germà del periodista i escriptor Manuel Cuyàs i Gibert.

## Biografia
Va estudiar belles arts a la Universitat de Barcelona. La seva primera exposició va ser quan estudiava primer de carrera. Va ser professor de disseny gràfic, il·lustració i vídeo a l'Escola d'Art i Superior de Disseny Pau Gargallo de Badalona durant més de 20 anys. A Mataró, va ser professor de Plàstica durant uns anys a l'Escola Meritxell.
Als anys 80, quan va fundar conjuntament amb el poeta Josep Manuel Calleja i l'escultor Jaume Simón el grup CAPS.A, l'objectiu d'aquest grup artístic era arribar al públic de manera directa i lliure, defugint els canals oficials de la cultura i el mercat artístic. El 24 d'abril de 1982 van publicar el primer número de la revista CAPS.A, que consistia en una petita capsa que contenia poemes, dibuixos, fils de seda, olors i atzars. Estava situada a mig camí del llibre d'artista, les revistes ensamblades i altres experimentacions de l'art i de la literatura. És en aquesta època, any 1986, quan crea conjuntament amb Jaume Simón l'escultura modular i nòmada de color vermell anomenada la Matarona.
L'any 1996, va ser un dels col·laboradors en la fundació de l'ACM, l'Associació per a la Cultura i l'Art Contemporani de Mataró. Aquesta entitat és un reflex del compromís de Mataró amb l'art contemporani des de la fundació del Museu de Mataró.
Els últims temps va col·laborar amb director de teatre mataroní Josep Rodri amb muntatges que es van poder veure en festivals com el Grec, el Festival Internacional de Teatre de Sitges, el Sismògraf d'Olot, la Feria de Teatro de Ciudad Rodrigo i la Fira Tàrrega. Les obres com ‘Morir a Badgad', de l'any 2003, o ‘Welcome', estrenada l'any 2016 tenien vídeos d'ell.
Era membre de l'Associació d'Artistes Visuals de Catalunya.

## Exposicions. Obra
- 1988 - Sobre paper. L'Aixarnador, Argentona
- 1989 - Pintures. Galeria Minerva, Mataró
- 1989 - Mixtura. Col·legi d'Aparelladors, Vic
- 1989 - Berlín-Berlín. Caixa Laietana, Mataró
- 1990 - Topografies de la memòria. Centre de Lectura, Reus (comissària: Pilar Bonet)
- 1990 - Freqüència 0.90. Espais Centre d'Art Contemporani, Girona (comissària: Assumpta Bassas)
- 1991 - Galeria Artual, Barcelona
- 1993 - Galeria Àngels de la Mota, Barcelona
- 1995 - Fissures, Escola d'Arts i Oficis, Terrassa
- 1996 - “Estàs estirat en la foscor". Sala H. Associació per a les Arts Contemporànies, Vic (comissari: Miquel Bardagil)
- 1997 - “Sap vostè si... ? —No sé” Capella de Sant Roc, Valls
- 1997 - Espais, Centre d'Art Contemporani. Girona
- 1999 - Òpera aperta, 9 artistes 9 llibres Llibreria Robafaves, Mataró (cicle a cura de Manuel Guerrero i Brullet)
- 2000 - Forty days and forty nights, treball de NET.ART coproduït per Hangar, MACBA i Aleph
- 2000 - Estàs a l'extrem del trampolí Galeria Claramunt, Barcelona
- 2000 - Jordi Cuyàs / Jordi Folgado / Dani Montlleó. Museu de pintura de Sant Pol / ACM. Sant Pol de Mar
- 2002 - “L'oeuil crut entrevoir”. Centre Cultural Can Sisteré. Santa Coloma de Gramenet. (comissaria: Mercè Martínez Seguer)
- 2004 -Interferències 04. / intensitats i obsessions / Santi Venckus / Jordi Cuyàs. Casa Soler i Palet. Terrassa.
- 2005 - Realització d'un esgrafiat de 15 x 3 m sobre un mur a l'espai públic. Mataró
- 2007 - El tamboret blanc. Can Palauet. Mataró
- 2007 - El mirall negre. Sala d'Exposicions de la Rambla, Girona
- 2011 - Danys col·laterals. Sala d'exposicions de Ca l'Arenas. Mataró
- 2012 - Jordi Cuyàs. Dieu, moviment creatiu. Granollers.
- 2013 - Exposició 'Espectres al laberint grotesc', una videoinstal·lació sobre 10 personatges del món mític de Salvador Espriu que es va poder veure a Can Palauet.
- 2014 - Exposició 'Espriu recordat. Manuel Cusachs i Jordi Cuyàs', al Museu Vida Rural de L'Espluga del Francolí.

També va ser l'autor dels cartell del Carnaval de Mataró de l'any 1994, del de la Festa Major de Les Santes del 1995, la Setmana de Música Antigua de Mataró, el 2005. L'any 2016 va dissenyar l'últim torró d'autor de la pastisseria Uñó, dedicat a la Capella dels Dolors de Santa Maria.